# Angela du Maurier
Pour les articles homonymes, voir Du Maurier.
Angela du Maurier, née le 1er mars 1904 à Londres où elle meurt le 5 février 2002, est une romancière britannique. Elle est la sœur aînée de la femme de lettres Daphné du Maurier (1907-1989) et de la peintre Jeanne du Maurier (1911-1997).

## Biographie
Angela du Maurier est la fille aînée de l'acteur Sir Gerald du Maurier et de son épouse, née Muriel Beaumont, et la petite-fille du caricaturiste et auteur George du Maurier. Après une très brève carrière d'actrice de théâtre où elle joue notamment le personnage de Wendy Darling dans Peter Pan, elle tente de trouver sa vocation dans l'écriture. Elle est pendant la guerre volontaire avec sa sœur Jeanne de la principale association de travailleuses agricoles pour subvenir aux besoins de la population civile, puis parcourt l'Europe avec ses amies. Ses œuvres sont toujours comparées à celles de sa sœur plus talentueuse, auteur entre autres de Rebecca, de L'Auberge de la Jamaïque ou de Ma cousine Rachel, ce qui l'empêche de véritablement percer. Elle habitait à Ferryside, propriété familiale en Cornouailles, en face du petit port de Fowey, et non loin de sa sœur Daphné. Elle meurt à l'âge de quatre-vingt-dix-sept ans à Londres.

## Œuvre

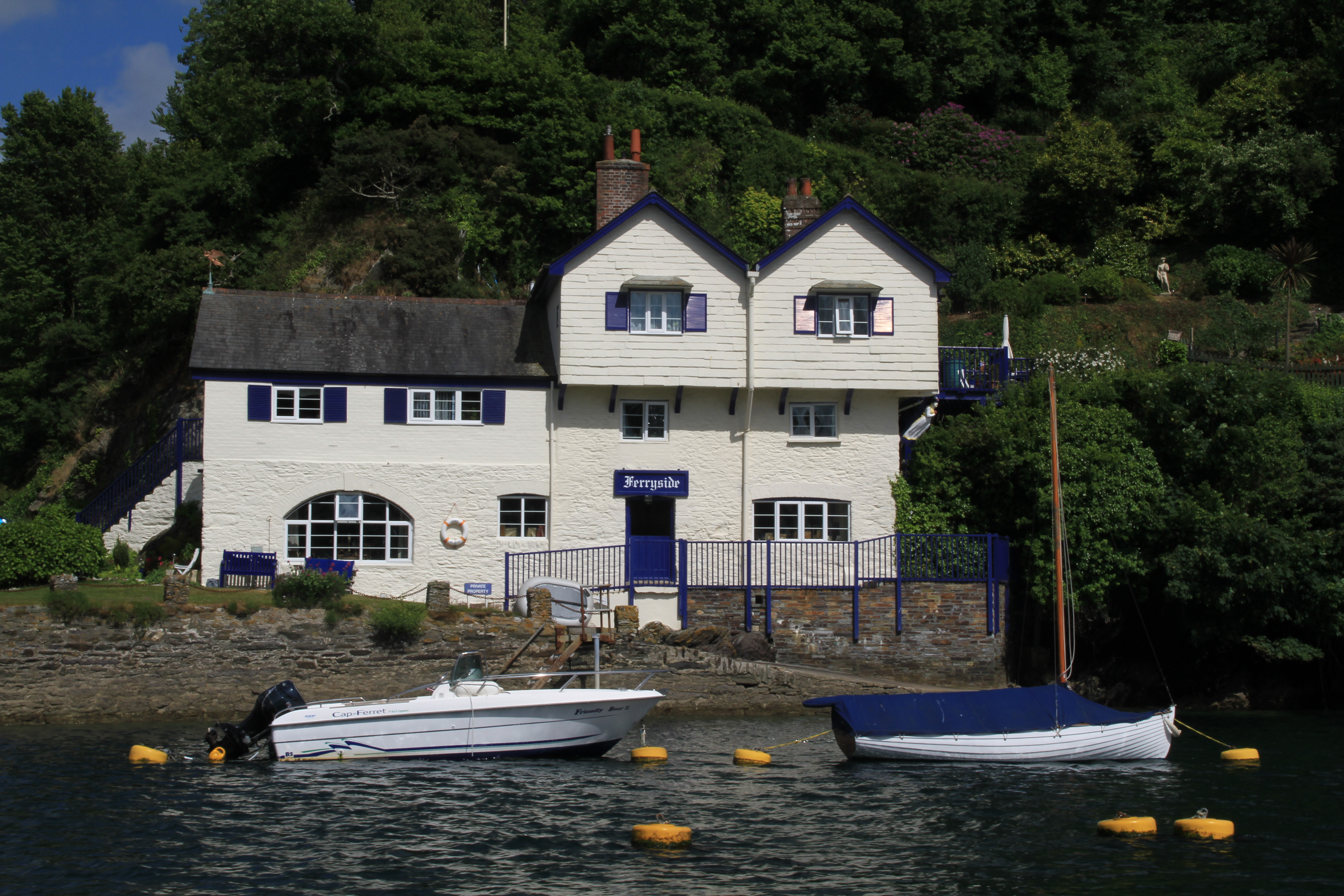
Propriété familiale des Du Maurier, Ferryside, à Bodinnick en Cornouailles.

D'après la British Library, Angela du Maurier est l'auteur de :
- 1939 The Perplexed Heart
- 1940 The Spinning Wheel
- 1941 The Little Less
- 1942 Treveryan
- 1946 Lawrence Vane: a novel
- 1948 Birkinshaw and other stories
- 1950 Reveille
- 1951 It's Only the Sister: an autobiography
- 1952 Shallow Waters
- 1963 The Road to Leenane
- 1965 Old Maids Remember: autobiography
- 1967 Pilgrims by the Way
- 1969 The Frailty of Nature
- 1979 S is for Sin